# Sandra Erlingsdóttir
Sandra Erlingsdóttir (* 27. Juli 1998 in Reykjavík, Island) ist eine isländische Handballspielerin, die für die isländische Nationalmannschaft aufläuft. Weiterhin spielte sie Fußball in der Pepsideild kvenna.

## Karriere

### Handball
Sandra Erlingsdóttir ist die Tochter der ehemaligen Handballspielerin Vigdís Sigurðardóttir und des Handballtrainers Erlingur Richardsson. Das Handballspielen erlernte sie beim isländischen Verein ÍBV Vestmannaeyja. Weiterhin spielte sie in ihrer Jugend beim HK Kópavogur. Nachdem ihr Vater ein Traineramt in Österreich angenommen hatte, lief Sandra Erlingsdóttir in der Jugendabteilung von Hypo Niederösterreich auf. Als ihr Vater im Jahr 2015 einen Vertrag in Berlin unterschrieben hatte, zog sie erneut um und lief für die Füchse Berlin auf. Dort gehörte sie sowohl dem Kader der A-Jugendmannschaft als auch der Damenmannschaft an. In der Bundesligasaison 2015/16 erzielte sie insgesamt elf Treffer.
Sandra Erlingsdóttir kehrte im Jahr 2016 zum ÍBV Vestmannaeyja zurück, bei dem sie einen Vertrag bei der Erstligamannschaft unterschrieb. Zusätzlich lief sie in der ersten Saison im Jugendbereich auf. Mit ÍBV erreichte sie in der Saison 2017/18 das Halbfinale der isländischen Meisterschaft. Anschließend wechselte sie zum Ligakonkurrenten Valur Reykjavík. Mit Valur gewann sie 2019 das nationale Double. Im Sommer 2020 wechselte Sandra Erlingsdóttir zum dänischen Zweitligisten EH Aalborg. Seit der Saison 2022/23 steht sie beim deutschen Bundesligisten TuS Metzingen unter Vertrag. Ab Februar 2024 pausierte sie aufgrund ihrer Schwangerschaft. Mit Metzingen gewann sie 2024 den DHB-Pokal. Im Oktober 2024 kehrte sie, drei Monate nach der Geburt ihres Kindes, wieder auf das Handballfeld zurück. Im Sommer 2025 wird sie zum isländischen Verein ÍBV Vestmannaeyja zurückkehren.
Sandra Erlingsdóttir lief für sämtliche isländische Jugendauswahlmannschaften auf. Bei der U-20-Weltmeisterschaft 2018 belegte sie mit Island den zehnten Platz. Mittlerweile gehört sie dem Kader der isländischen A-Nationalmannschaft an. Mit der isländischen A-Nationalmannschaft nahm sie bislang nur an der Weltmeisterschaft 2023 teil und schloss das Turnier auf dem 25. Platz ab. Sandra Erlingsdóttir erzielte im Turnierverlauf 34 Treffer.
In den Jahren 2022 und 2023 wurde sie zu Islands „Handballerin des Jahres“ gewählt.

### Fußball
Sandra Erlingsdóttir spielte im Jugendbereich Fußball bei den Vereinen Breiðablik und ÍBV Vestmannaeyja. Für die Damenmannschaft von ÍBV bestritt sie im Jahr 2013 zwei Partien in der Pepsideild kvenna. Weiterhin lief sie für die isländische Nachwuchsnationalmannschaft auf.

## Sonstiges
Sandra Erlingsdóttir ist mit dem isländischen Handballspieler Daníel Þór Ingason verheiratet.